# Ngày hội Đập gối
Ngày hội Đập gối (tiếng Anh: Pillow Fighting Day) là ngày hội mà mọi người tập trung tại một địa điểm cố định để mọi người có thể thoải mái "đánh" nhau bằng gối theo quy định đã được đặt ra trước. Qua ngày hội, mọi người có thể thoải mái vua đùa và xả "Stress", bên cạnh đó cũng giúp bạn bè gắn kết được tình cảm với nhau hơn, làm quen bạn mới.